# Gustav Adolf van Hees

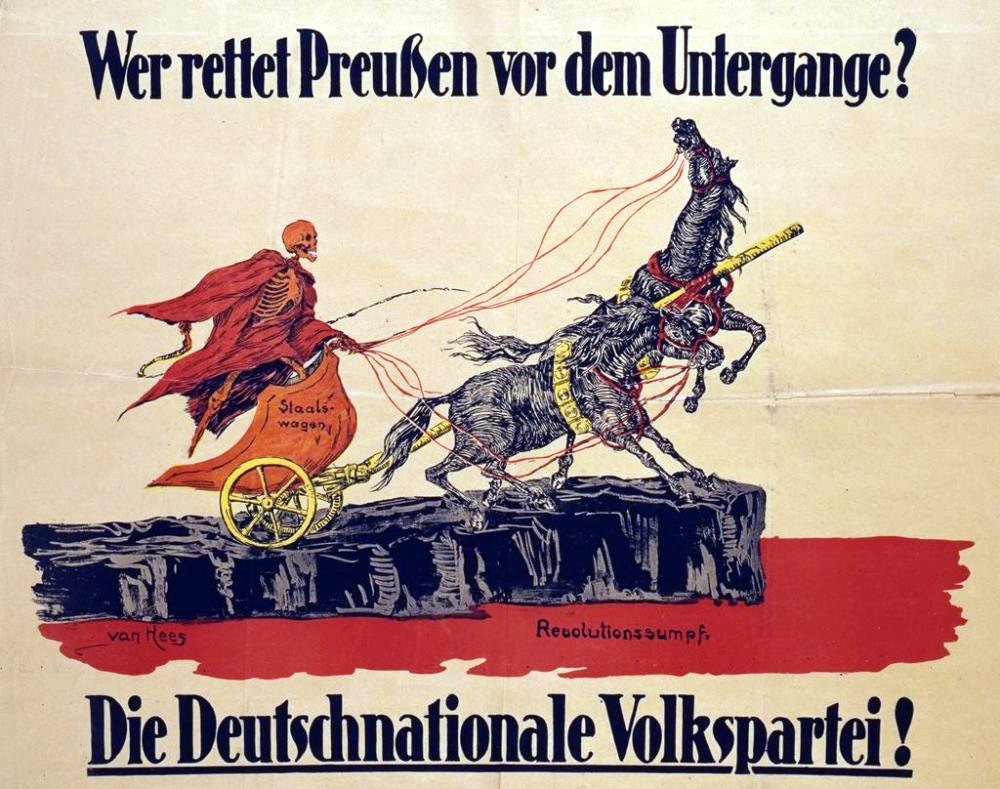
Gustav Adolf van Hees: Wer rettet Preußen vor dem Untergange? 1919

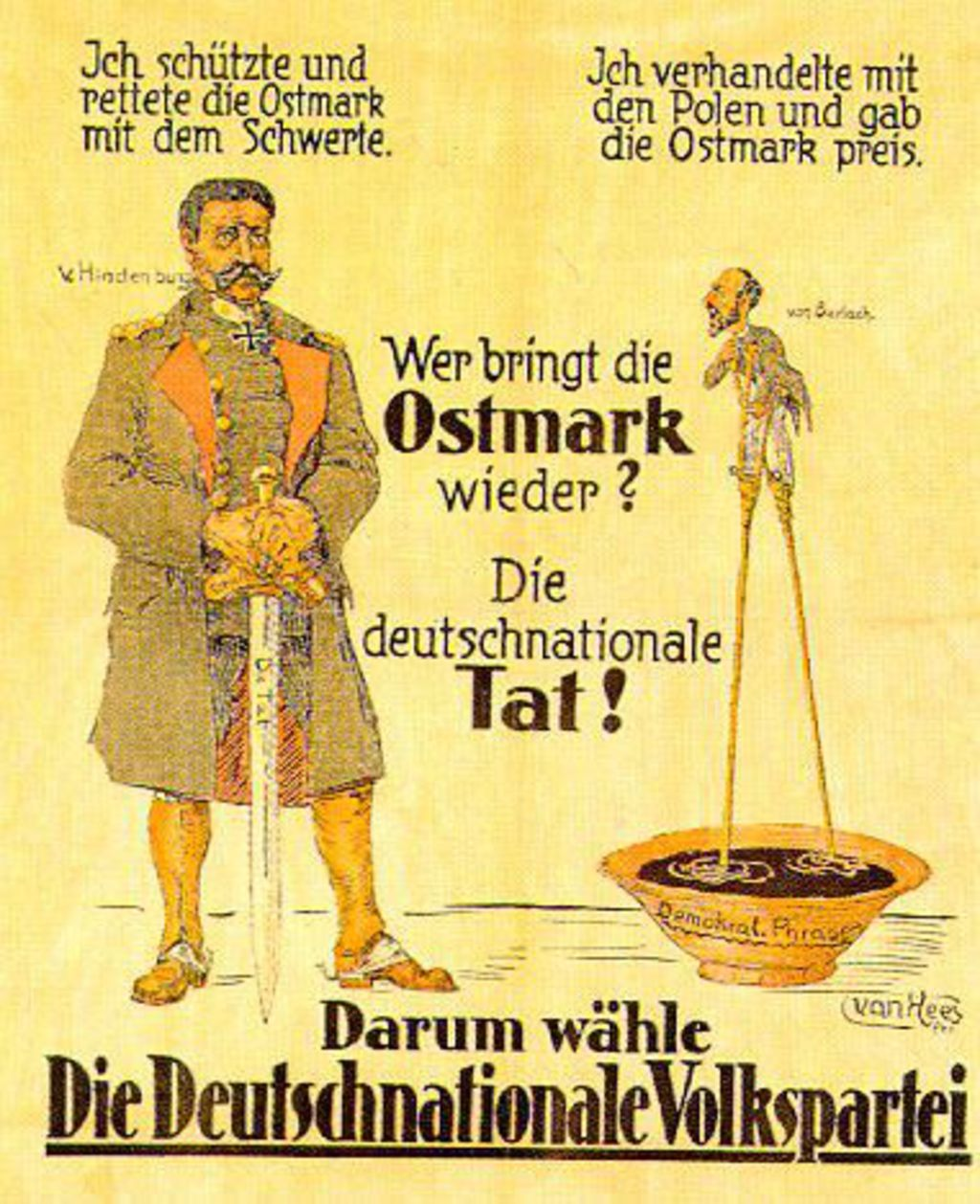
Gustav Adolf van Hees: Wer bringt die Ostmark wieder? 1919

Gustav Adolf van Hees (geboren am 12. Juli 1862 in München; gestorben 1927 ebenda) war ein deutscher Zeichner und Maler.

## Leben
Van Hees studierte an der Kunstakademie in München bei Wilhelm von Diez, Gabriel von Hackl und Nikolaus Gysis. Von ihm stammen unter anderem Wahlplakate für die Deutschnationale Volkspartei.
In den 1890er Jahren unternahm er mehrere Studienreisen nach Dalmatien, Italien, Ungarn und in die nordischen Länder. Anfänglich widmete er sich der Genre- und Stilllebenmalerei, wechselte jedoch 1895 zur Marinemalerei.

## Werke (Auswahl)
- Moorlandschaft mit einer Schafherde am Bach um 1882
- Seeschlacht zwischen Spanien und Schweden
- Empfang Kaiser Wilhelms II. auf dem Schulschiff Moltke
- Freizeitvergnügungen auf dem Chiemsee
- Venezianische Marine
- Vom Würmsee 1893[3]
- Marine 1894 (In den Lagunen von Chioggia)[4]
- Auf der Reise